# Cryphia plumbeola
Cryphia plumbeola là một loài bướm đêm trong họ Noctuidae.